# Trichoniscus verhoeffii
Trichoniscus verhoeffii is een pissebed uit de familie Trichoniscidae. De wetenschappelijke naam van de soort is voor het eerst geldig gepubliceerd in 1919 door Dahl.